# تومي تومسون (سياسي)
تومي تومسون (بالإنجليزية: Tommy Thompson)‏ هو سياسي أمريكي، ولد في 10 أكتوبر 1948 في أوينسبورو في الولايات المتحدة. حزبياً، نشط في الحزب الديمقراطي. وقد انتخب عضو مجلس نواب كنتاكي (2002 – ).

## وصلات خارجية
- الموقع الرسمي